# Cashew City
Cashew City – miejscowość na Bermudach (kolonia Wielkiej Brytanii); 1 tys. mieszkańców (2006). Ośrodek turystyczny.